# The Base (grup d'odi supremacista blanc)
The Base és un grup paramilitar i una xarxa de formació acceleracionista nacionalista blanc, format el 2018 per Rinaldo Nazzaro. Està actiu als Estats Units, Canadà, Austràlia, Sud-àfrica i Europa.

## Història
El grup va ser fundat el juny de 2018 per Rinaldo Nazzaro, que utilitza els pseudònims Norman Spear i Roman Wolf. Es va informar que Nazzaro va comprar diversos blocs de terra a l'estat de Washington, Estats Units, el 2018 per usar-los com a camp d'entrenament de supervivència.
Nazzaro, que treballava per a l'⁣FBI i el Pentàgon, es va traslladar a Rússia quan va crear The Base, i des d'allà dirigeix les activitats del grup. El novembre de 2020, es va emetre una entrevista de llargmetratge amb Nazzaro a la televisió estatal russa.

## Ideologia i estatus
La Base és un grup paramilitar acceleracionista blanc i una xarxa de formació. Advoca per la formació d'⁣etnosestats blancs, un objectiu que creu que pot aconseguir mitjançant el terrorisme i l'enderrocament violent dels governs existents. El procés de verificació del grup serveix per connectar extremistes compromesos amb habilitats terroristes per produir violència en el món real. Organitza "preparadors de guerra de carreres" i opera "hate camps" o camps d'entrenament en l'odi. El grup té vincles amb Atomwaffen Division i Feuerkrieg Division, que són grups d'extrema dreta.
Nazzaro ha caracteritzat The Base com una "xarxa de supervivència i autodefensa... que comparteix coneixement i formació per preparar-se per a situacions de crisi", però nega les seves connexions amb el neonazisme. Ha afirmat també que el seu objectiu és "construir un quadre d'entrenadors a tot el país".
La Base ha estat designada com a entitat terrorista pels països següents:
- Canadà (3 de febrer de 2021)[8][9][10]
- Regne Unit (12 de juliol de 2021)[3]
- Austràlia (24 de novembre de 2021)[11][12]
- Nova Zelanda (juny de 2022)[13][14]

## Estratègies de captació
El grup és actiu als Estats Units i també al Canadà. Abans que es revelés la seva identitat el gener de 2020, Nazzaro, conegut en línia com "Roman Wolf" i "Norman Spear", va participar personalment en el reclutament actiu, amb l'objectiu de formar cèl·lules a Europa, Sud-àfrica i Austràlia.
The Base ha reclutat membres mitjançant iFunny, un lloc web de xarxes socials de memes. En els fòrums de xat segurs, VICE va observar que els membres dissenyaven mems per difondre'ls com a propaganda.
La propaganda d'un camp d'entrenament The Base prop de Spokane, Washington es va publicar l'agost de 2019.
A finals del 2019 i principis del 2020, es van fer enregistraments secrets d'algunes de les activitats de contractació de The Base. Les cintes inclouen els seus intents de reclutar diversos australians, inclòs un adolescent de 17 anys i un home d'Austràlia Occidental, Dean Smith, es va presentar al parlament pel partit One Nation de Pauline Hanson. Un altre australià que es deia Volkskrieger va ser una persona clau en la campanya de reclutament, que es va centrar a trobar persones amb accés legal a armes de foc i llicències de seguretat.

## Activitats

### Activitats antisemites
Richard Tobin i The Base van estar vinculats al vandalisme contra la sinagoga de Racine, Wisconsin i Hancock, Michigan, que es va produir amb un dia de diferència el setembre de 2019. Els documents judicials al·leguen que Tobin va organitzar el vandalisme, després va nomenar els dos membres de The Base que va assignar per vandalitzar les sinagogues. Tobin va anomenar l'esdeveniment "Operació Kristallnacht⁣".
Yousef O. Barasneh, un àrab neonazi el pare del qual va emigrar d'⁣Amman, va pintar esvàstiques amb aerosol i altres símbols i eslògans antisemites a la congregació Beth Israel Sinai a la ciutat de Racine, Wisconsin, entre el 15 i el 23 de setembre de 2019.

### Protesta a Virginia
El 16 de gener de 2020, tres membres de The Base van ser arrestats per l'FBI just abans que se celebrés una protesta pels drets d'armes, el 2020 VCDL Lobby Day, al Capitoli de l'estat de Virgínia a Richmond. L'FBI va tenir sis membres sota vigilància durant diversos mesos i havia instal·lat càmeres CCTV dins de l'apartament del grup per observar-los i evitar que causessin cap dany. Segons documents de l'FBI, tres membres estaven discutint "la planificació de la violència en un esdeveniment específic a Virgínia, previst per al 20 de gener de 2020". El 17 de gener, el trio va ser acusat d'activitats il·lícites. L'endemà, tres membres addicionals van ser arrestats per conspirar per provocar col·lapses o com ells ho anomenaren "derail trains", i enverinar els subministraments d'aigua. Les gravacions de l'FBI publicades el novembre del 2021 van mostrar que dos dels homes van parlar de l'assassinat massiu de persones negres per desencadenar una guerra racial; i tots dos van ser condemnats a nou anys de presó l'octubre de 2021.

### Altres incidents
La nit de l'11 de desembre de 2019, dos membres, Justen Watkins i Alfred Gorman, van aparèixer en una casa residencial a la ciutat de Dexter, Michigan. Allà, van il·luminar i van fer fotografies al porxo davanter. Watkins i Gorman van creure incorrectament que la casa pertanyia a un podcaster "antifa", Daniel Harper de I Don't Speak German, i la parella tenia la intenció d'amenaçar-lo. Desconegut per a ells, era la casa d'una família no emparentada. Watkins i Gorman van penjar les seves fotos a un canal de Telegram utilitzat per The Base. El 29 d'octubre de 2020, Watkins i Gorman van ser detinguts per l'FBI i acusats de pertinença a una banda, publicació il·legal d'un missatge i ús d'ordinadors per cometre un delicte. Segons VICE News, entre l'intent d'incident d'intimidació i la seva detenció, els registres de xat filtrats van revelar que Watkins estava planejant una "fortificació composta" a la península superior de Michigan. En els esmentats registres, estava discutint plans per comprar cases i terrenys (i posteriorment fortificar-los) amb altres membres amb qui es parlava a través de l'aplicació Wire, que volien establir un enclavament per allotjar i formar membres.
L'abril de 2021, dos homes van ser acusats al comtat de Floyd, Geòrgia, per suposat robatori i decapitació ritual d'un animal. L'assistent del fiscal de districte va dir que una "dotzena de membres de The Base" van participar en el ritual de beure sang.

## Membres notables

### Rinaldo Nazzaro
Rinaldo Nazzaro utilitza els pseudònims Norman Spear i Roman Wolf. Nazzaro solia treballar per a l'⁣Oficina Federal d'Investigacions (FBI) com a analista i també solia treballar com a contractista per al Pentàgon, i també afirma haver servit a l'Iraq i a l'Afganistan. Era propietari d'una empresa de contractació de seguretat, Omega Solutions International LLC. Com a supremacista blanc i partidari de l'⁣Imperatiu Territorial del Nord-oest, era partidari de la proposta de creació d'"un etnoestat separatista al nord-oest del Pacífic".
Amb la seva dona, Nazzaro resideix a Sant Petersburg, Rússia, segons BBC News⁣; es va comprar un apartament a la ciutat a nom de la seva dona el juliol de 2018, el mateix mes en què es va fundar The Base. Un vídeo publicat en línia el maig del 2019 mostra a Nazzaro, aparentment a Rússia, amb una samarreta amb una imatge del president Vladimir Putin i les paraules "Rússia, poder absolut". La BBC també va informar que el 2019, Nazzaro va figurar com a convidat a una exposició de seguretat del govern rus a Moscou. Alguns membres de The Base sospitaven que Nazzaro estava connectat amb la intel·ligència russa, cosa que Nazzaro negaria. El novembre de 2020, es va emetre una entrevista amb Nazzaro a la televisió estatal russa.

### Altres

#### Jason Lee Van Dyke
Jason Lee Van Dyke, l'antic advocat i exlíder dels Proud Boys, que recentment es va suposar que havia intentat planejar l'assassinat d'un rival, va intentar unir-se a la Base, però se li va negar l'adhesió per ser un "gran responsabilitat". En un esforç per convèncer els líders del grup que se li hauria de permetre unir-se a The Base i ser un membre productiu, Van Dyke va oferir la seva experiència en l'entrenament d'armes i la seva propietat a Decatur, Texas per a un campament paramilitar.

#### Patrik Jordan Mathews
Un caporal mestre d'enginyers de combat, Patrik Jordan Mathews (també conegut com a Dave Arcorum o "detector de coincidències") de la Reserva de les Forces Armades del Canadà, va ser identificat com un dels tres arrestats per pertànyer a The Base. Abans, el 16 d'agost de 2019, Mathews havia estat denunciat com a organitzador d'una cèl·lula terrorista per a The Base i Atomwaffen a Manitoba a través d'un informe encobert de Winnipeg Free Press. També es va informar que havia penjat cartells per "intimidar i amenaçar els activistes antifeixistes locals". Altres cartells a Manitoba, que van començar a aparèixer al juliol, deien "Save your Race, Join The Base" ("Salva la teva carrera, uneix-te a The Base") i "The Base: Learn Train Fight" ("The Base: Aprèn Entrena Lluita"). Vice News també va descobrir que havia participat en un camp d'entrenament a l'estat nord-americà de Geòrgia Tot i que no l'acusava, el 19 d'agost, l'⁣RCMP va escorcollar la seva casa a Beausejour, Manitoba, i va confiscar armes. L'exèrcit havia estat alertat sobre Mathews a l'abril i va iniciar una investigació al juliol. El 24 d'agost, havia desaparegut i es va denunciar que havia estat alliberat voluntàriament de les Forces.
El camió de Mathews va ser trobat prop de la frontera a Piney, Manitoba, i es va suposar que havia entrat il·legalment als Estats Units. És possible que Mathews hagués donat assistència a una cèl·lula de Minnesota de The Base. Detinguts el gener de 2020, Mathews i Brian M. Lemley Jr., de 33 anys, es van declarar culpables dels càrrecs de possessió il·legal d'armes a Greenbelt MD i van ser condemnats l'octubre de 2021 a nou anys de presó. William G. Bilbrough IV, de 19 anys, va ser condemnat a cinc anys per portar il·legalment el noi canadenc als EUA.

#### Luke Austin Lane
Luke Austin Lane era un líder cel·lular de The Base i un seguidor de l'⁣Ordre dels Nou Angles. La seva cèl·lula estava formada per uns quants membres a Geòrgia i era especialment militant. Practicava l'entrenament amb armes de foc amb la seva cel·lula, gravava les seves activitats i publicava les pel·lícules en línia amb finalitats propagandístiques. El gener de 2020, Lane i dos còmplices, Jacob Oliver Kaderli i Michael John Helterbrand van ser arrestats per presumptament emmagatzemar armes i conspirar per matar una parella antifeixista i els seus fills petits. En preparació, Lane, juntament amb una dotzena de persones més, es van dedicar a l'entrenament paramilitar, van consumir drogues psicodèliques, van sacrificar un moltó i van beure la seva sang en un ritual ocultista a la seva propietat.